# Odyssey (groupe)
Pour les articles homonymes, voir Odyssey.
Odyssey est un groupe de musique formé en 1977, originaire de New York et désormais basé au Royaume-Uni. Le genre de musique du groupe est disco, funk, R&B et soul.
Le groupe est à l'origine construit autour de trois sœurs originaires du Connecticut : Lillian Lopez (1935-2012), Louise Lopez (1933-) et Carmen Lopez (1934-). Désormais, le groupe est axé autour de Steven Collazo, le fils de Lillian Lopez.

## Discographie

### Singles
| Année | Titre                           | U.S. Hot 100 | U.S. R&B | U.S. Dance | UK Singles Chart |
| ----- | ------------------------------- | ------------ | -------- | ---------- | ---------------- |
| 1977  | Native New Yorker               | 21           | 6        | 3          | 5                |
| 1977  | Weekend Lover                   | 57           | 37       | -          | -                |
| 1980  | Don't Tell Me, Tell Her         | -            | 44       | 6          | -                |
| 1980  | Use It Up and Wear It Out       | -            | -        | 6          | 1                |
| 1981  | Hang Together                   | -            | -        | 6          | 36               |
| 1980  | If You're Lookin' For a Way Out | -            | -        | -          | 6                |
| 1981  | Going Back to My Roots          | -            | 68       | 55         | 4                |
| 1981  | It Will Be Alright              | -            | -        | -          | 43               |
| 1982  | Inside Out                      | 104          | 12       | 25         | 3                |
| 1982  | Magic Touch                     | -            | -        | -          | 41               |
| 1985  | (Joy) I Know It                 | -            | -        | -          | 51               |

### Albums
| Année | Titre                      | Billboard 200 | U.S. R&B | UK Albums Chart |
| ----- | -------------------------- | ------------- | -------- | --------------- |
| 1977  | Odyssey                    | 36            | 15       | -               |
| 1978  | Hollywood Party Tonight    | 123           | 72       | -               |
| 1980  | Hang Together              | 181           | 66       | 38              |
| 1981  | I Got the Melody           | 175           | 62       | 29              |
| 1982  | Happy Together             | -             | 23       | 21              |
| 1982  | The Magic Touch of Odyssey | -             | -        | 69              |
| 1985  | Joy                        | -             | -        | 69              |
| 2011  | Legacy                     | -             | -        | -               |